# Dan Le Batard
Dan Le Batard, né le 16 décembre 1968, est un journaliste sportif américain d'origine cubaine. 
Connu comme journaliste au Miami Herald, quotidien de l'État de Floride, il anime et a animé diverses émissions sportives à la télévision et à la radio ; il est notamment l'animateur depuis 2004 du Dan Le Batard Show diffusé sur la radio sportive ESPN Radio, et a régulièrement participé à des émissions sportives sur la chaîne de télévision ESPN, dont Pardon the Interruption et Dan Le Batard is Highly Questionable.

## Controverse impliquant le Temple de la renommée du baseball
Dan Le Batard est membre de l'Association des chroniqueurs de baseball d'Amérique.
Après 10 ans comme membre de l'Association, il avait, comme le lui conférait la règle, le droit de vote à l'élection annuelle des anciens joueurs au Temple de la renommée du baseball. En novembre 2013, au milieu de critiques renouvelées vis-à-vis du processus d'élection des anciennes vedettes, le site internet sportif américain Deadspin.com propose d'acheter le bulletin de vote d'un membre de l'Association et de voter à sa place. Lorsque les résultats de l'élection au Temple de la renommée sont annoncés le 8 janvier 2014, Deadspin confirme avoir obtenu un bulletin et avoir voté pour les 10 joueurs sélectionnés par ses lecteurs. Le site indique que Dan Le Batard est celui qui a non pas vendu son bulletin, mais l'a offert à Deadspin à la condition de ne recevoir aucune compensation financière. Le Batard explique qu'il considère que son vote était devenu sans valeur, il dénonce l'hypocrisie des électeurs et dit qu'il ne veut plus participer à l'élection si les règles ne sont pas réformées. Le lendemain, Dan Le Batard est suspendu pour un an de l'Association des chroniqueurs de baseball d'Amérique, qui désapprouve son geste et qui, malgré sa réintégration prévue, lui retire son droit de vote pour les scrutins futurs.